# Francine Closener

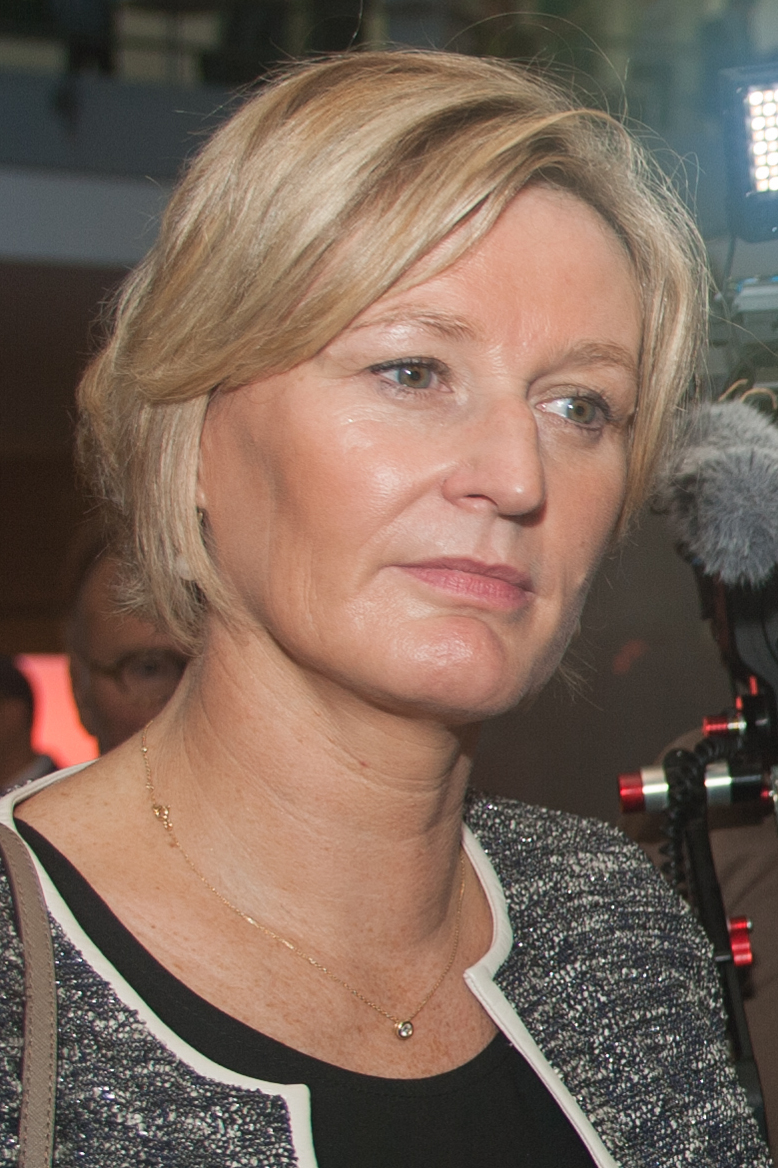
Francine Closener

Francine Closener (geboren am 29. Dezember 1969 in Steinfort) ist eine luxemburgische Politikerin (LSAP) und ehemalige Rundfunkjournalistin.

## Werdegang
Nach ihrem Schulabschluss am Lycée Michel-Rodange begann Closener ein Studium in Journalistik und Kommunikationswissenschaften an der Université libre de Bruxelles, welches sie 1993 erfolgreich beendete. Anschließend kehrte sie nach Luxemburg zurück und begann ihre berufliche Laufbahn als politische Journalistin beim Radiosender RTL Radio Lëtzebuerg, wo sie 2008 zur Chefredakteurin aufstieg. 2010 wechselte Closener zum Fernsehsender RTL Télé Lëtzebuerg und arbeitete dort als Journalistin in der Nachrichtenredaktion.

## Politik
Nach der Kammerwahl im Herbst 2013 berief sie der neue Ministerpräsident Xavier Bettel als Staatssekretärin für Wirtschaft, Verteidigung und innere Sicherheit in seine Regierung. Nachdem bekannt geworden war, dass Closener in der Weihnachtszeit 2013 ihren Dienstwagen zu einem privaten Urlaub genutzt hatte, erfuhr sie breite öffentliche Kritik. Sie hatte dies zwar gemäß den geltenden Vorschriften und damit legal getan, es aber in einem Interview auf eine Art und Weise begründet, die sie ausgesprochen arrogant wirken ließ.
Bei der Kammerwahl im Oktober 2018 kandidierte Closener im Wahlkreis „Mitte“, verfehlte aber den Einzug in das luxemburgische Parlament, und musste auch ihren Posten in der Regierung Anfang Dezember 2018 aufgeben. Sie war anschließend im Außenministerium beschäftigt, wo sie für das Nation Branding ihres Heimatlandes zuständig war. Da Marc Angel anstelle des in Kommission von der Leyen I aufgerückten Nicolas Schmit in das EU-Parlament wechselte, übernahm Closener dessen Sitz in der Kammer am 3. Dezember 2019.

## Privates
Closener lebt in Mamer. Sie war mit dem Journalisten und Kabarettisten Jay Schiltz verheiratet, der im Jahr 2020 verstarb.